# Lenda da vitória-régia

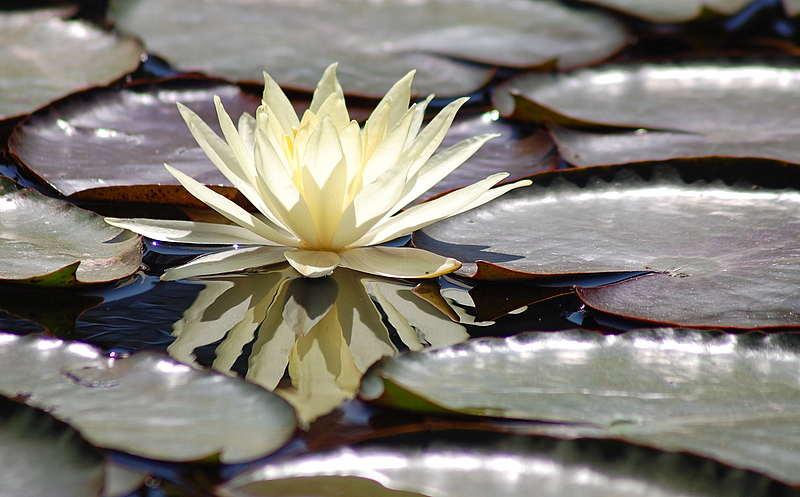
Vitória-régia

A lenda da vitória-régia é uma lenda/história mitologia da Região Norte do Brasil de origem indígena, sobre a origem da planta aquática símbolo da Amazônia.

## A lenda
Há muitos anos, em uma aldeia indígena, contava-se que Jaci (a personificação da Lua) era uma deusa que, ao despontar a noite, beijava e enchia de luz os rostos das mais belas virgens do local, chamadas de cunhantãs. Sempre que ela se escondia atrás das montanhas, levava para si as moças de sua preferência e as transformava em estrelas no firmamento.
Uma linda jovem virgem, a guerreira Naiá, vivia sonhando com esse encontro e mal podia esperar pelo grande dia em que seria chamada por Jaci. Os anciãos da aldeia alertavam Naiá: depois do encontro com a sedutora deusa, as moças perdiam seu sangue e sua carne, tornando-se luz, e viravam estrelas no céu. Mas quem a impediria? Naiá queria muito ser levada pela Lua. À noite, perambulava pelas montanhas atrás dela, sem nunca alcançá-la. Todas as noites eram assim, e a jovem definhava sonhando incansavelmente obcecada com a união (sem comer e nem beber nada) que não havia pajé que a convencesse do contrário.
Um dia, após parar para descansar à beira de um lago, viu em sua superfície a imagem da deusa amada: a Lua refletida em suas águas. Deslumbrada pelo seu sonho, lançou-se ao fundo do lago e se afogou. A Lua, compadecida pelo ocorrido, quis recompensar o sacrifício da Naiá, e resolveu transformá-la em uma estrela diferente de todas no céu; converteu-a então em uma "estrela das águas", única e perfeita: a vitória-régia. Assim, nasceu a planta cujas flores perfumadas e brancas só abrem à noite e, ao nascer do sol, ficam rosadas.

## Cultura popular
Em 1970 e 2004, a escola de samba carioca Portela, apresentou como tema destes desfiles, aspectos culturais da Amazônia, e nos dois anos o título do enredo foi: "Lendas e Mistérios da Amazônia". Com isso, a lenda da vitória-régia foi apresentada e encenada pela escola.